# Международный день полёта человека в космос

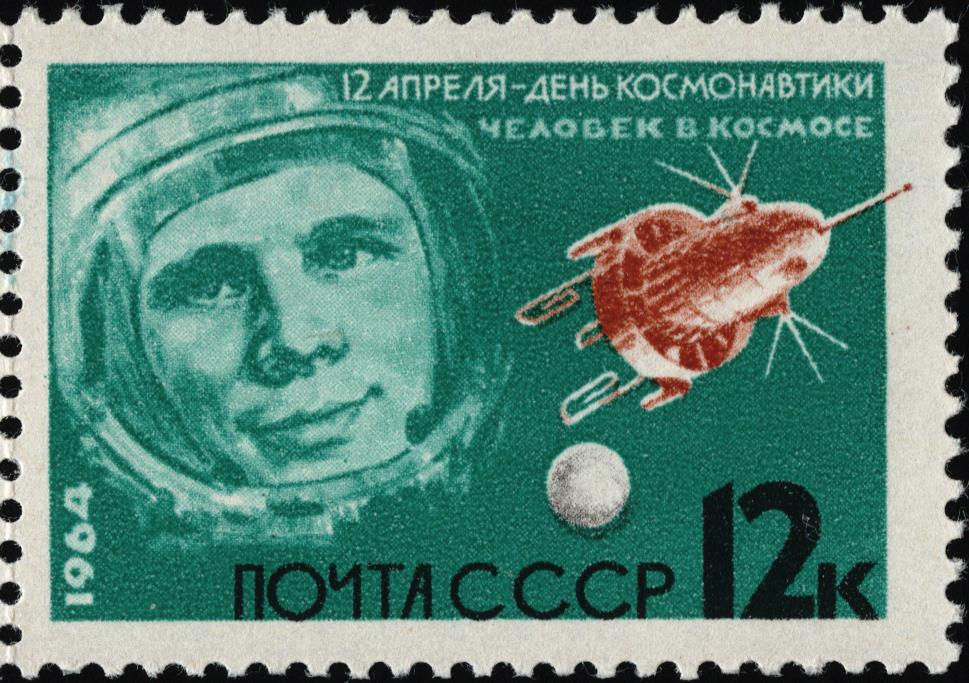
Почтовая марка СССР № 3014 ЦФА (Всемирный день авиации и космонавтики 1964): Юрий Алексеевич Гагарин

Международный день полёта человека в космос (на других официальных языках ООН: англ. International Day of Human Space Flight, исп. Día Internacional de los Vuelos Espaciales Tripulados, фр. Journée internationale du vol spatial habité) — памятная дата международного уровня в ознаменование начала космической эры для человечества. Ежегодно отмечается 12 апреля.

## Описание
Решение о памятной дате «Международный день полёта человека в космос» принято на 65-й сессии Генеральной Ассамблеи ООН (Пункт 50 повестки дня — Международное сотрудничество в использовании космического пространства в мирных целях) 7 апреля 2011 года.
Дата проведения приурочена к юбилею - 50-летия первого полёта человека в космос 12 апреля 1961 года, который совершил гражданин Советского Союза, лётчик-космонавт Ю. А. Гагарин, на космическом корабле «Восток-1».